# August von Werder
Karl Friedrich Wilhelm Leopold August von Werder, född den 12 september 1808 på Schlossberg i Ostpreussen, död den 12 september 1887 på Grüssow i Pommern, var en preussisk greve och militär.
von Werder började sin bana 1826 som officer vid preussiska gardesinfanteriet och deltog 1842—1843 på ryska sidan i kaukasiska kriget, där han blev svårt sårad. Efter sin hemkomst anställdes han som kapten vid generalstaben. I kriget 1866 förde han som generallöjtnant 3:e infanteridivisionen, och vid krigsutbrottet 1870 ställdes han i spetsen för den förenade württembergsk-badensiska armékåren. Då denna efter slaget vid Wörth delades, övergick von Werders befäl till den nybildade 14:e armékåren, som kom att bestå av badensiska divisionen och en del preussiska trupper. Strassburgs belägring blev dess första uppgift, undandrivandet av de franska trupper, som samlades i övre Elsass och Franche-Comté, samt belägringen av fästningarna i Elsass den andra. Allvarsammast blev dock ställningen, när Charles Denis Bourbaki med 1:a Loirearmén i januari 1871 anryckte för att undsätta Belfort. Genom von Werders seger vid Lisaine 15—17 januari avvärjdes dock all fara. Efter freden blev von Werder chef för 14:e armékåren i Karlsruhe. Han upphöjdes vid avskedstagandet, 1879, i grevligt stånd.

## Utmärkelser
- Kommendör av Adolf av Nassaus civil- och militärförtjänstorden,  16 april 1861
- Kommendör av Leopoldsorden,  19 december 1863
- Sankt Stanislausorden, första klassen,  11 juni 1864
- Pour le Mérite,  20 september 1866[3][1]
- Militärförtjänstkorset,  4 december 1866
- Georgsorden, tredje klass,  30 oktober 1870
- Storkorset av Röda örns orden,  22 januari 1871[1]
- Storkors av Württembergs militärförtjänstorden,  1 februari 1871
- Storkors av Bayerska militärförtjänstorden,  4 april 1871
- Storkors av Militär-Karl-Friedrich-Verdienstorden,  6 april 1871
- Sankt Alexander Nevskij-orden,  20 juni 1871
- Dotation,  2 mars 1872[1]
- Svarta örns orden,  12 september 1875[1]
- Storkorsriddare av Zähringer Löwenorden,  14 oktober 1875
- Storkommendör av Hohenzollerns kungliga husorden,  22 september 1877
- Hedersdoktor vid Freiburgs universitet[1]
- Hederskors av första graden av Hohenzollerns furstliga husorden
- Schwarzburgska hederskorset
- Järnkorset av 1:a klass[1]
- Järnkorset av 2:a klassen[1]
- Vita örnens orden
- Storkors av Hessiska Ludvigsorden
- Andreasorden
- Sankt Vladimirs orden, fjärde klassen
- Hedersriddare av Johanniterorden
- Storkorset av Järnkorset[3][1]
- Sankt Annas orden, första klass
- Storkors av Württembergska kronorden
- Badiska husorden Fidelitas

[Redigera Wikidata]